# Marie Josephine
Marie Josephine is een vrouwelijke voornaam

## Europese adel/koningshuizen
- Maria Josephine van Savoye
- Marie José van België, koningin van Italië
- Maria José van Bragança, moeder van koningin Elisabeth van België
- Maria Josepha van Beieren, keizerin van het HRR
- Maria Josepha van Oostenrijk, keurvorstin van Saksen en koningin van Polen
- Maria Josepha Hermengilde Esterházy